# Виглиц
Виглиц (нем. Wieglitz) — деревня в Германии, в земле Саксония-Анхальт, входит в район Бёрде в составе коммуны Бюльштринген.
Население составляет 188 человек (на 31 декабря 2008 года). Занимает площадь 5,14 км².

## История
Первое упоминание о поселении относится к 1381 году.
До 2010 года Виглиц образовывала собственную коммуну, куда помимо неё, также входила деревня Эллерзелль.
1 января 2010 года, после проведённых реформ, Виглиц вошла в состав коммуны Бюльштринген.